# MAZ-105
Der MAZ-105 (russisch МАЗ-105, deutsche Transkription eigentlich MAS-105) ist ein belarussischer Gelenkbus aus dem Minski Awtomobilny Sawod. Das Fahrzeug wurde Mitte der 1990er-Jahre entwickelt und ist, anders als viele Modelle westeuropäischer Hersteller jener Zeit, ein Zuggelenkbus mit angetriebener mittlerer Achse und entsprechend einer Antriebsformel von 6×2(2). Von 1997 an wurden in knapp 21 Jahren insgesamt 1658 Fahrzeuge dieses Typs gebaut, die letzten sechs Exemplare gingen im Dezember 2017 an die Nahverkehrsbetriebe der belarussischen Stadt Baranawitschy. MAZ fertigt schon seit längerem den Nachfolger MAZ-205 in Serie.

## Fahrzeuggeschichte

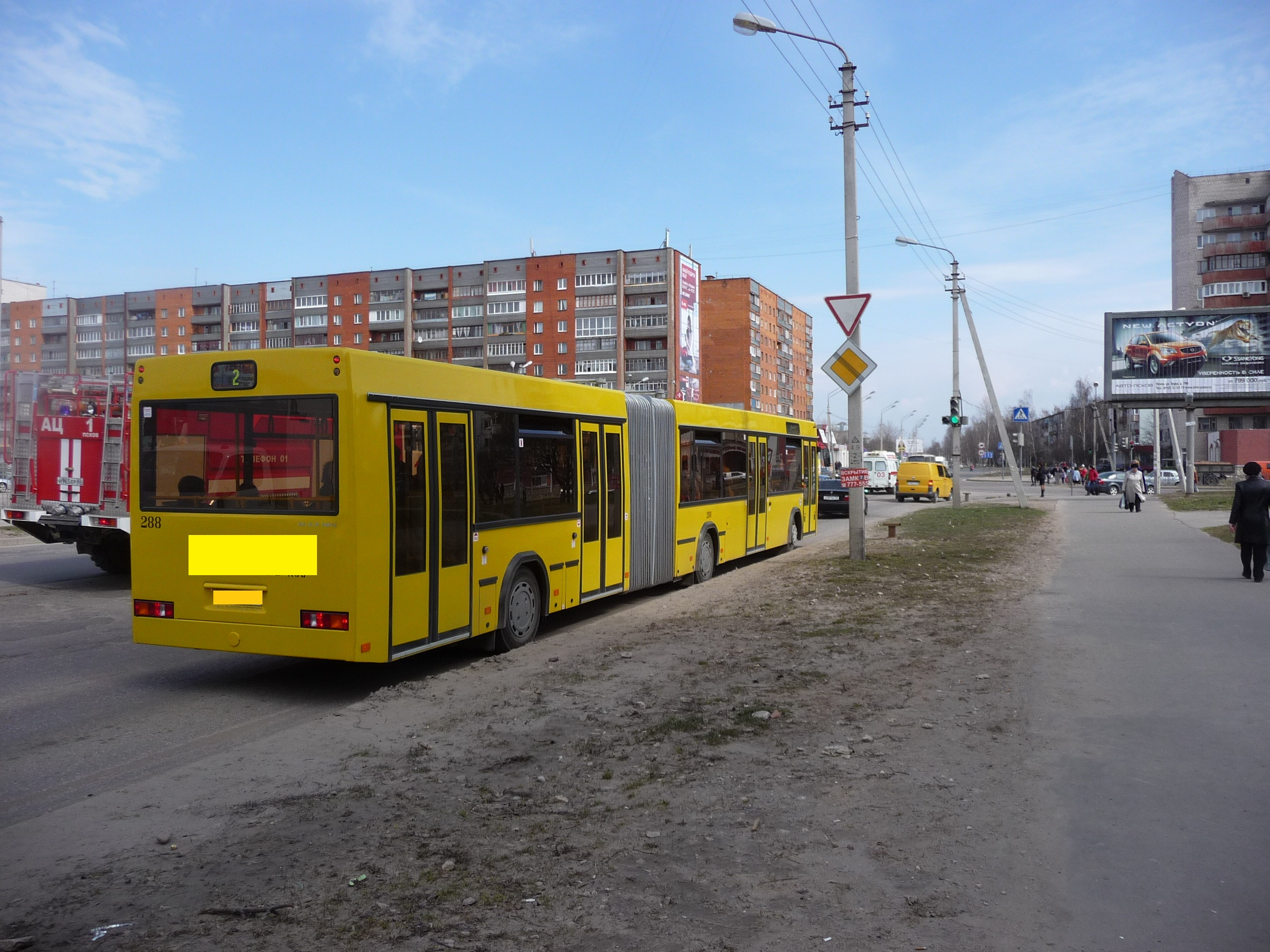
Heckansicht eines baugleichen Fahrzeugs, ebenfalls Pskow (2011)

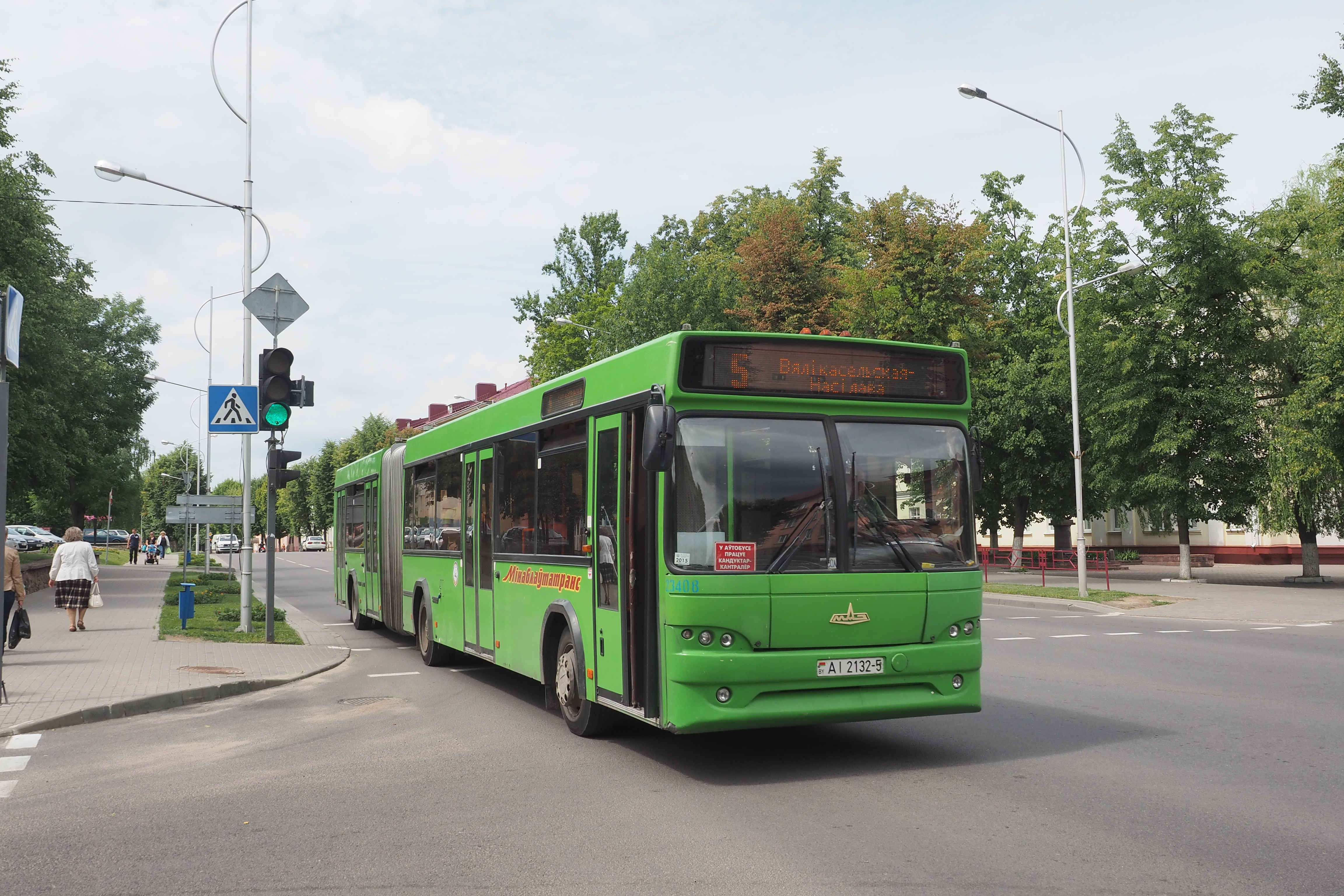
MAZ-105 in Maladsetschna, Belarus (2015)

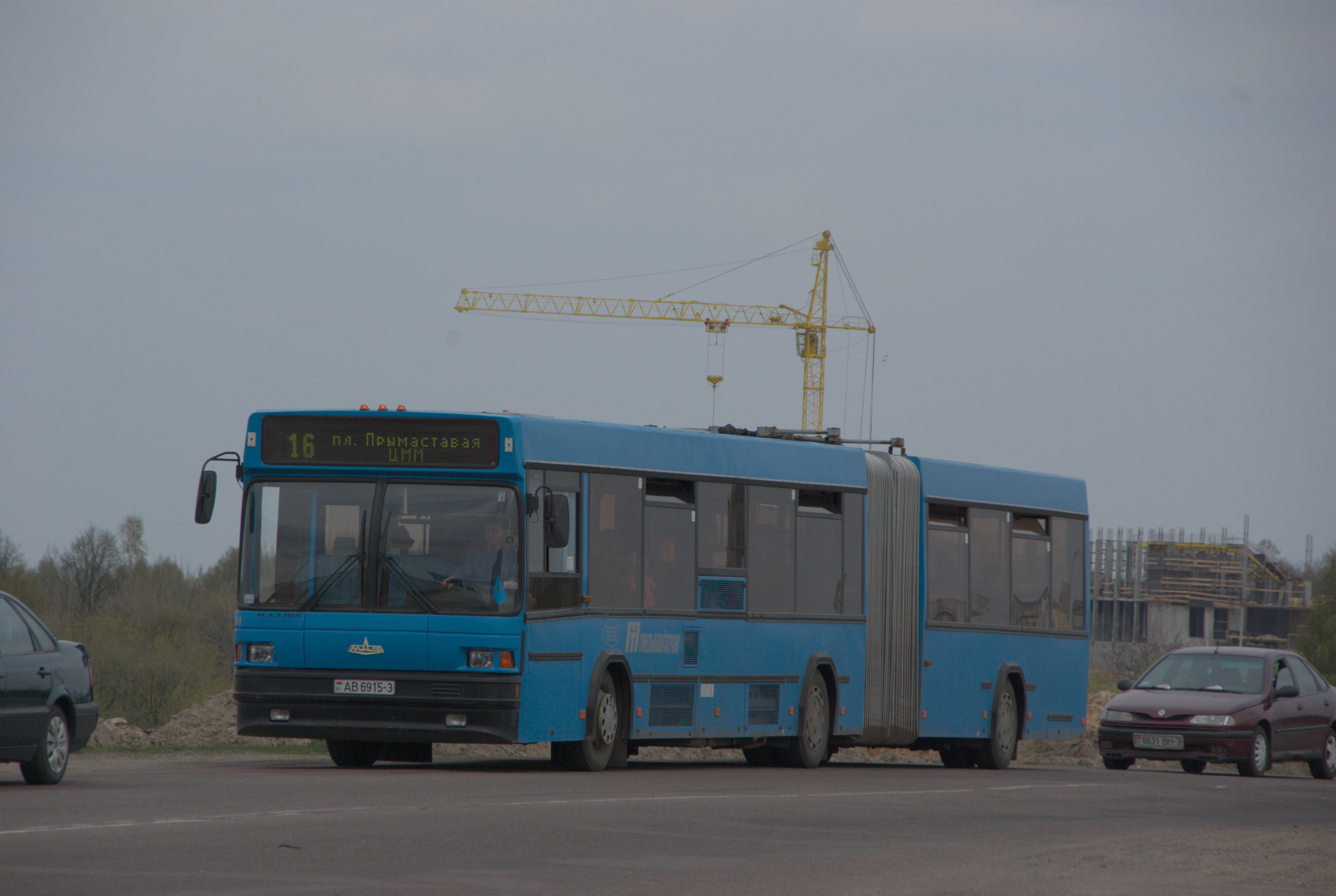
Fahrzeug mit älterer Front in Masyr, Belarus (2010)

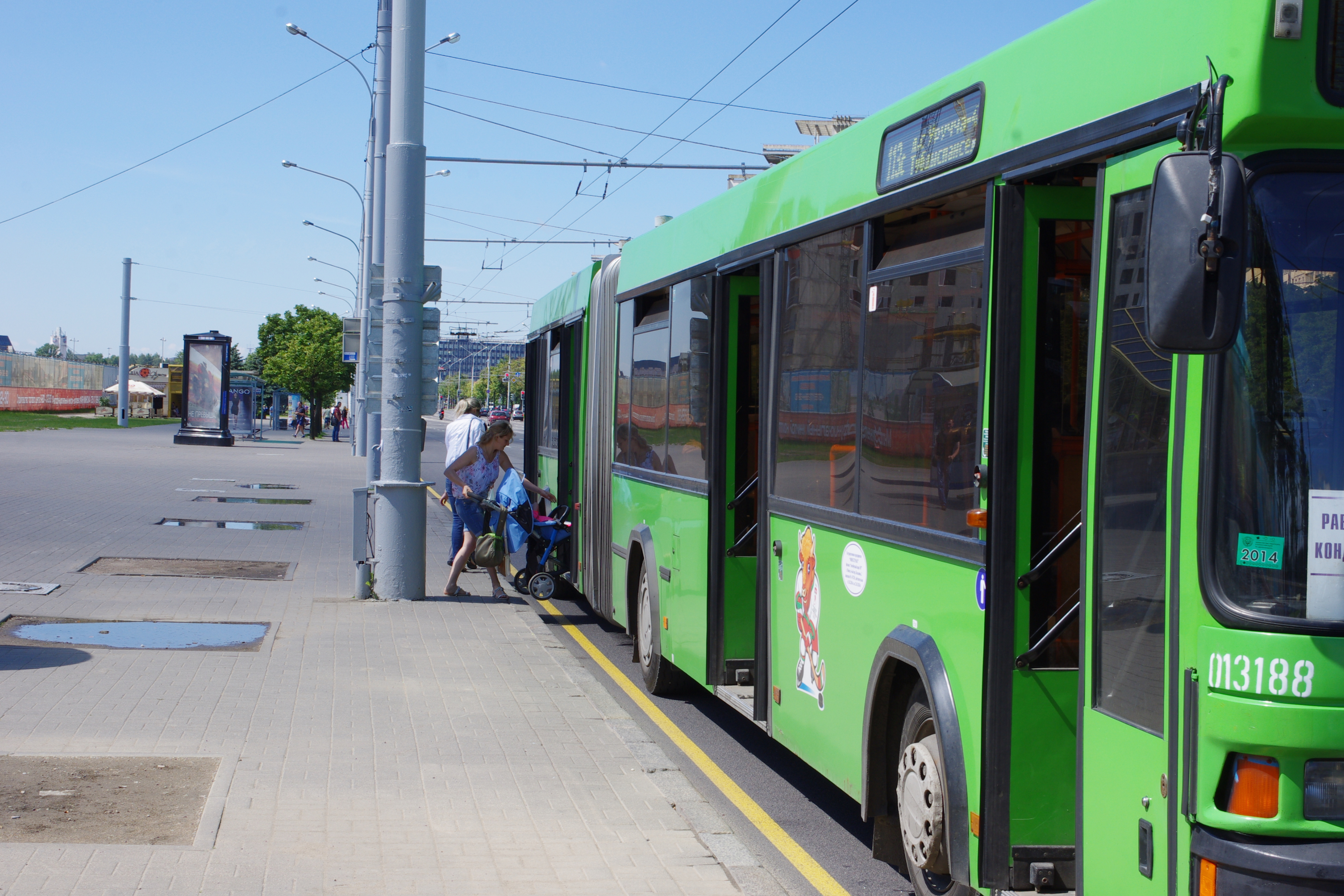
MAZ-105 an einer Haltestelle in Minsk. Gut zu erkennen: Die 4 geöffneten Passagiertüren (2014)

Die Entstehungsgeschichte der Busproduktion in Minsk und damit auch die Geschichte des MAZ-105 reicht zurück bis in die 1980er-Jahre. Zu diesem Zeitpunkt gab es in der Weißrussischen Sozialistischen Sowjetrepublik keine eigene Fertigung von Autobussen. Stattdessen wurden sämtliche Busse aus Ungarn von Ikarus bezogen. Jährlich wurden etwa 200 bis 300 neue Busse benötigt. Bereits gegen Ende der 1980er-Jahre nahmen die Lieferungen jedoch deutlich ab und mit dem Zerfall der Sowjetunion versiegten sie ganz.
Abhilfe ließ sich so schnell wie eigentlich benötigt nicht schaffen. Als größter belarussischer Fahrzeugbauer ging MAZ Anfang der 1990er-Jahre eine Kooperative mit Neoplan ein und baute mit dem MAZ-101 ab 1993 eine Lizenzversion des Neoplan N4014 NF. Problem war, dass das Fahrzeug etwa 200.000 US$ kostete, viel zu viel für den belarussischen Markt. Stattdessen wurden vermehrt gebrauchte Ikarusbusse beschafft, zum Beispiel aus Deutschland. Zum Preis von einem MAZ-101 konnten davon gleich mehrere Fahrzeuge gekauft werden. Außerdem war die neue Niederflurtechnik und die damit verbundene Fahrwerksgestaltung des MAZ-101 anfällig gegenüber schlechten Straßen, was häufig zu Fahrwerksschäden führte.
Erst 1996 schaffte es das Minski Awtomobilny Sawod mit dem MAZ-103 ein tauglicheres Modell vorzustellen und zu produzieren. Von diesem Fahrzeug ausgehend entstanden der MAZ-105 und der dreiachsige MAZ-107. Letzterer ging erst 2004 in die Serienproduktion, der Gelenkbus bereits 1997.
Komponenten des Busses wurden auch von deutschen Unternehmen zugeliefert. So stammt der Sechszylinder-Dieselmotor wahlweise von Mercedes-Benz, das automatische Getriebe von Voith. Daneben waren in den ersten Jahren auch Sechszylindermotoren aus belarussischer Fertigung (MMZ) und von Renault verfügbar, ebenso ein handgeschaltetes Fünfganggetriebe von Praga. Der Motor wurde im Vorderwagen in einem separaten Abteil als Turmmotor untergebracht und um 7° schräg zur Fahrzeuglängsachse eingebaut, um mittels Kardanwelle die Kraft auf die mittlere Achse übertragen zu können. Dadurch war es möglich das Gelenk des Fahrzeugs weit weniger aufwändig zu gestalten, da der komplette Antrieb im Vorderwagen sitzt und keine Kräfte in den Nachläufer übertragen werden müssen.
Als Besonderheit mit Hinblick auf die oft winterlichen Bedingungen in den Einsatzgebieten der Fahrzeuge wurde der MAZ-105 mit einem Sperrdifferential ausgerüstet. Damit wird das Anfahren an Haltestellen im Winter und bei Glatteis erleichtert. Es kann per Knopfdruck vom Fahrersitz aus aktiviert werden. Viele Teile, insbesondere der Lenkung, wurden mit denen der Lastwagen aus dem Minsker Herstellerwerk vereinheitlicht, um Produktionskosten zu sparen. Im Jahr 2009 wurde die Optik der Frontpartie überarbeitet.
Der MAZ-105 wurde vielfach nach Belarus geliefert, darüber hinaus auch nach Russland, Polen, Kasachstan, in die Ukraine und nach Kuba. Die letzten sechs Fahrzeuge gingen im Dezember 2017 in das belarussische Baranawitschy, danach stellte MAZ die Produktion ein. Seitdem werden nur noch die Nachfolger MAZ-205 und MAZ-215 produziert. Insgesamt wurden in 21 Jahren 1658 Exemplare gebaut.

## Technische Daten
Für das Grundmodell MAZ-105 mit Stand 2013.
- Motor: Sechszylinder-Viertakt-Dieselmotor
- Motortyp: Mercedes-Benz OM 906LA
- Leistung: 279 PS (205 kW) bei 2200 min−1
- Hubraum: 6,37 l
- Bohrung: 102 mm
- Hub: 130 mm
- Drehmoment: 1100 Nm bei 1200–1600 min−1
- Abgasnorm: Euro-2 oder Euro-3
- Getriebe: Voith DIWA D851.3E
- Getriebetyp: automatisches Schaltgetriebe
- Beschleunigung von 0…60 km/h: maximal 50 s
- Höchstgeschwindigkeit: 77 km/h
- maximal befahrbare Steigung: mindestens 30 %
- Bremssystem: Druckluft
- Bordelektrik: 24 V Nennspannung, minus an Masse (Einleitersystem)
- Antriebsformel: 6×2(2), „Zuggelenkbus“

Abmessungen und Gewichte
- Länge: 17.995 mm
- Breite: 2500 mm
- Höhe: 3135 mm
- Radstand: 6800 + 6390 mm
- Spurweite vorne: 2033 mm
- Spurweite mittig und hinten (Doppelbereifung): 1825 mm
- Fußbodenhöhe: 590 mm
- Einstiegshöhe: 345 mm
- Wendekreis: 24 m
- Sitzplätze: 30 bis 36
- Stehplätze: 124 bis 145
- Plätze insgesamt: 160 bis 175
- Fußbodenfläche: 32,07 m²
- Fußbodenfläche für Stehplätze: 16,6 bis 18,2 m²
- Stehhöhe im Innenraum: 2355 mm
- zulässiges Gesamtgewicht: 26.925 kg bis 27.830 kg
- maximale Achslast vorne: 7100 kg
- maximale Achslast mittig: 11.285 kg
- maximale Achslast hinten: 9445 kg
- Passagiertüren: 4